# 芝神明商店街
芝神明商店街（しばしんめいしょうてんがい）は、東京都港区芝大門に位置する商店街である。
商店街の名前の由来は、商店街のすぐそばにある芝大神宮（芝神明宮）であり、商店街の中ほどには芝大神宮の参道が交差している。

## 概要
芝神明商店街は、増上寺の門前町として栄え、江戸時代からの古い歴史のある商店街である。商店街には江戸時代から続く蕎麦屋、明治時代創業の和菓子屋などがあり、観光客も多い。商店街の由来となる芝大神宮は、江戸時代に徳川家の菩提寺となった増上寺が芝公園に移転したことに伴い、芝公園からこの商店街がある芝大門の現在地に移転した。
商店街近くには、大門駅、浜松町駅があり交通の便が良く、東京タワー、公証役場、昭和電工、徳間書店、文化放送、東京プリンスホテル、日本赤十字社、貿易センタービルなどがあり、ビジネスマンから観光客まで、賑わいのある商店街である。